# Morten Poulsen
Morten Poulsen, född 9 september 1988 i Herning, är en dansk professionell ishockeyspelare som spelar för Pelicans i FM-ligan. Poulsen har representerat Danmarks ishockeylandslag i fem VM. 
Han är bror till ishockeyspelaren Anders Poulsen som spelar för IK Oskarshamn.

## Klubbar
- Herning Blue Fox Moderklubb–2008, 2010–2011
- Nordsjælland Cobras 2008–2010
- IK Oskarshamn 2011–2015
- Graz 99ers 2015–2016
- Pelicans 2016–